# Exportadora de Sal S.A.
Exportadora de Sal S.A. (abreviada como ESSA ) es una empresa estatal productora y comercializadora mexicana de sal más grande del mundo, propiedad del gobierno mexicano, (antes mitsubishi) después de su correspondiente nacionalizaciónen 2024, cuenta con un régimen individualista constitucional denominada empresa productiva del estado para la explotación de recursos y comercializacion de sal en todo el territorio mexicano, aunque también cuenta con algunas operaciones en el extranjero de extracción y procesamiento de sal marina.
Actualmente es la salinera más grande del mundo teniendo el control mayoritario por parte del gobierno mexicano.
Con sede en Laguna Ojo de Liebre, cerca de Guerrero Negro, Baja California Sur. Fundada en 1954 por el empresario naviero estadounidense Daniel K. Ludwig,

## Historia
La extracción rudimentaria de los depósitos naturales de sal formados por la inundación y posterior evaporación de las partes bajas de la Laguna Ojo de Liebre (también conocida como Laguna de Scammon) se venía realizando desde hacía varias décadas antes de la creación de ESSA. El magnate naviero estadounidense Daniel K. Ludwig obtuvo una concesión del gobierno mexicano, iniciando formalmente la empresa el 7 de abril de 1954. Esa fecha es también la fecha oficial de fundación del pueblo de Guerrero Negro, que fue creado para albergar a los trabajadores de la nueva empresa y creció a su alrededor. Ludwig compró la participación de empresas británicas que fueron las primeras en explotar comercialmente las salinas, y para 1963 había invertido $63 millones de dólares, alcanzando una producción anual de sal de 5 millones de toneladas métricas en la década de 1970. El proyecto se convirtió en la instalación salinera más grande del mundo e incluyó la construcción de un puerto de aguas profundas en Puerto Morro Redondo, Isla de Cedros, para embarcar la sal. La compañía construyó un dique en las planicies de marea poco profundas alrededor de la laguna Ojo de Liebre, creando estanques de evaporación artificiales de aproximadamente un metro de profundidad, cubriendo en total unas 300 millas cuadradas.

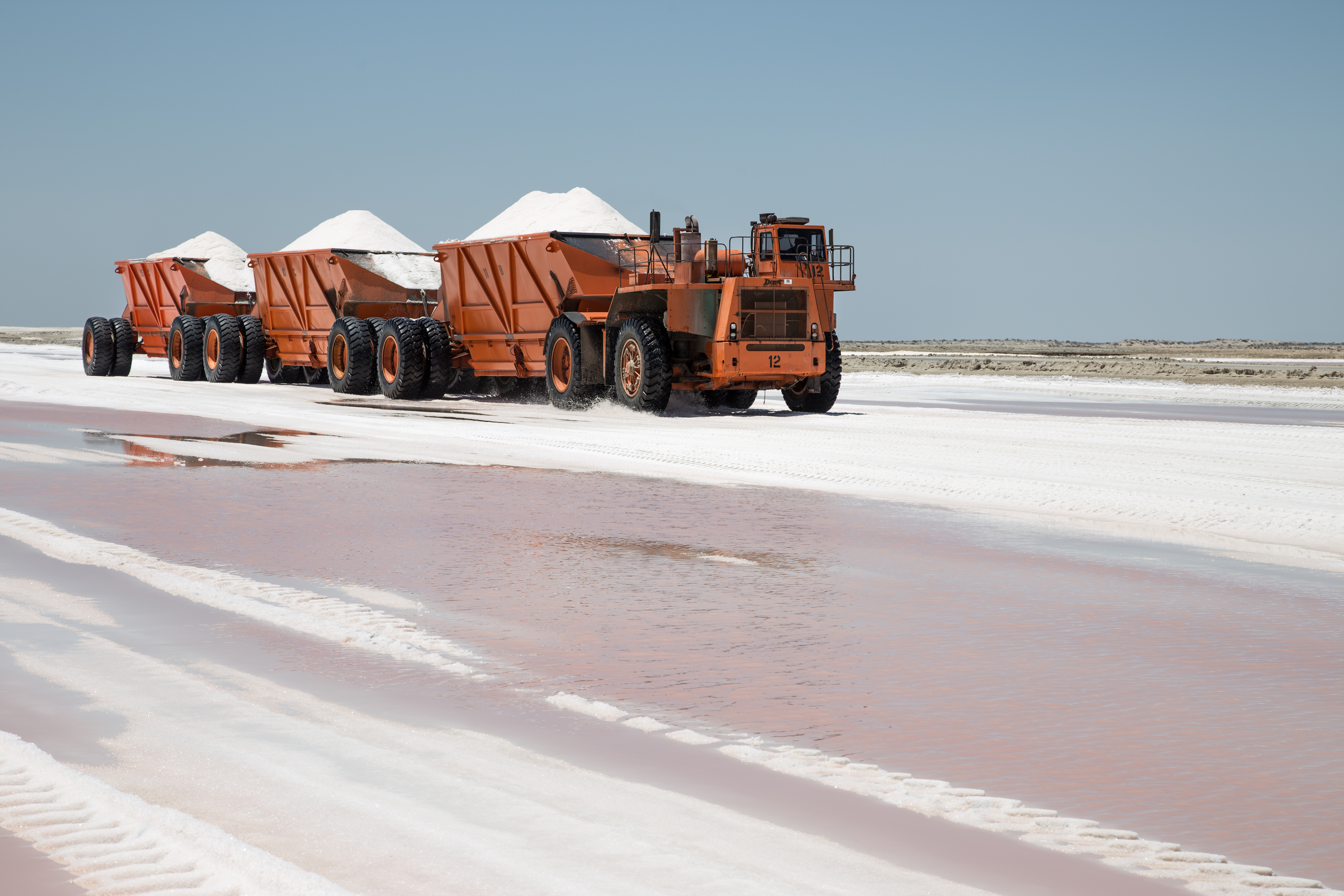
Transportadores de sal en Guerrero Negro

En la década de 1960, la empresa japonesa Mitsubishi se convirtió en el principal cliente de ESSA y compró la operación completa en 1973 por $18 millones, asumiendo las operaciones. Desde 1976 ESSA es propiedad conjunta del gobierno mexicano (51%) y Mitsubishi (49%). La empresa tiene derechos exclusivos para vender la sal y la producción de ESSA en 2015 constituyó alrededor de la mitad de las importaciones de sal de Japón que se utiliza para la producción de soda cáustica, cloro y carbonato de sodio. A partir de 2014, Exportadora de Sal SA era mencionada como la salinera, productora y exportadora de sal más grande del mundo, con una producción anual de 8 millones de toneladas. Las operaciones de ESSA abarcan un área aproximada de 80,453 hectáreas.
Tras la renuncia de Gregorio Cavazos Rodríguez como director general de ESSA en marzo de 2022, cargo que ocupó durante un año, se nombró director a Raúl Franco Morones.

## Operaciones
El agua de mar se bombea a los estanques de recolección para la evaporación inicial, y la solución de salmuera se traslada luego a los estanques de cristalización para terminar de secarse. La sal mineral resultante se transporta en grandes camiones volcadores al puerto de Chaparrito, cerca de Guerrero Negro, para limpiarla y cargarla en barcazas. Estas barcazas pueden transportar hasta 10.5 toneladas métricas de sal a Morro Redondo, donde es inspeccionada, almacenada y finalmente exportada en embarcaciones de alta mar.

## Controversias de corrupción
Jorge Humberto López Portillo, director general de ESSA de julio de 2013 a diciembre de 2014, fue procesado por irregularidades como la compra de una nueva barcaza por $27.2 millones de dólares y la firma de contratos por 30 años para el tratamiento de salmuera residual, ambas acciones sin la debida autorización de la comité administrativo. Se le prohibió el servicio civil durante diez años. El también miembro del Partido Revolucionario Institucional Abel Salgado Peña solicitó formalmente la expulsión de López Portillo del partido por estas acusaciones de corrupción.
En enero de 2019, Nonato Antonio Avilés Rocha fue designado por el presidente Andrés Manuel López Obrador como director general de ESSA. Avilés Rocha renunció en enero de 2021, luego de que se descubrió que dio contratos a empresas de sus primos y sobrinos, aumentó los salarios de los ejecutivos por encima de los límites aprobados, aprobó gastos no justificados y pagó por servicios que no se prestaron. También se detectaron ventas irregulares de sal.

## Impacto medioambiental
En 1994, buscando aumentar su producción de sal, ESSA propuso una expansión de sus instalaciones a la cercana Laguna San Ignacio, que forma parte de la Reserva de la Biosfera El Vizcaíno, un santuario de ballenas y un santuario de aves migratorias. Después de que Serge Dedina, fundador de Wildcoast, expusiera estos planes, se llevó a cabo una campaña de oposición por parte de destacados intelectuales, artistas y varias ONG como el Consejo de Defensa de los Recursos Naturales en los Estados Unidos y el Grupo de los 100 en México. El poeta y activista Homero Aridjis, líder del Grupo de los 100, denunció los impactos potenciales del proyecto, como la reducción de la salinidad por la extracción de 462 millones de toneladas de agua de la laguna, afectando la vida vegetal y animal. El esfuerzo de la oposición tuvo éxito y culminó con el anuncio del presidente Ernesto Zedillo en marzo de 2000 del abandono del proyecto.
En 1998, CorpWatch acusó a Mitsubishi de ecoblanqueo debido a "su iniciativa de relaciones públicas en curso para convencer al mundo de que es ambientalmente benigno, así como social y económicamente deseable establecer la instalación industrial de evaporación de sal más grande del mundo en una laguna que es la última terreno prístino de parto de la ballena gris de California". En 1999, grupos conservacionistas, incluido Greenpeace México, presentaron una acusación formal ante el gobierno mexicano contra ESSA por violaciones de la ley ambiental. El aumento de la muerte de tortugas marinas verdes ( Chelonia mydas ) en la laguna Ojo de Liebre se ha relacionado potencialmente con el vertido de residuos por parte de ESSA.
En 2019 surgió una disputa sobre la disposición de la solución de salmuera residual entre ESSA, la población local y activistas ambientales. Tras exhortaciones del Congreso mexicano la empresa invirtió 200 millones de pesos en un nuevo sistema de bombeo para disponer de la salmuera residual.